# 바람의 전설 (2004년 영화)
"바람의 전설"(Dance with the Wind)은 2004년 개봉한 대한민국의 영화이다. 성석제의 소설집 홀림 중 '소설 쓰는 인간'이란 소설을 원작으로 만들어졌다.

## 출연
- 이성재 - 풍식 역
- 박솔미 - 연화 역
- 김수로 - 제비, 만수 역
- 이칸희 - 사모님, 경순 역
- 문정희 - 꽃뱀, 지연 역
- 김병춘 - 댄스 스승, 박 노인 역
- 함보름 - 수경 역
- 최정우 - 박 반장 역
- 홍지민 - 미숙 역
- 김세동 - 기설 역
- 이필모 - 꽃미남 역
- 김구택 - 연화오빠 역
- 김미경 - 떡볶이 아줌마 역
- 신현종 - 떡볶이 남편 역
- 마동석 - 떡볶이 동생 역
- 김동영 - 떡볶이 아들 역
- 구본임 - 만수 귀부인 역
- 유해진 (우정출연)

## 사운드트랙
1. He Was Beautiful
2. Rock Around The Clock
3. Rock And Roll Music
4. Jurame
5. Hit The Road, Jack
6. What To Do
7. Dancing Shoes
8. Oh, How I Miss You Tonight
9. Voy A Quitarme El Anillo
10. May Each Day
11. Do You Wanna Dance
12. Asi
13. Oh, How I Miss You Tonight